# سريبرنيك
سريبرنيك (باللغة الصربية Сребреник) هي مدينة وبلدية تقع في كانتون توزلا في اتحاد البوسنة والهرسك، وهي كيان من البوسنة والهرسك. تقع في شمال شرق البوسنة والهرسك قرب توزلا. بلغ عدد سكانها 39,678 نسمة حسب إحصاءات عام 2013. يبلغ ارتفاعها عن سطح البحر قرابة 252 متر. تبلغ مساحتها 248 كم².

## التاريخ
تقع فيها قلعة سريبرنيك التي يعود تاريخها إلى عام 1333، والتي تم الحفاظ عليها بشكل أفضل في العصور الوسطى، في ضواحي المدينة. احتُلَّت القلعة من قبل بان البوسنة ستيفن الثاني كوترومانيتش حتى وفاته في 1353.
هناك روايتان تاريخيتان تتعلقان بالفتح العثماني لسريبرنيك. وفقا للرواية الأولى، تم فتح سريبرينيك في 1512، مع تيوتشاك. بينما تقول الرواية الأخرى أن سريبرنيك فُتحت مع سوكول وتيسنج في عام 1521 من قبل البوسني سانجاك بك فيريز. على الرغم من عدم وجود بيانات دقيقة، يمكن الافتراض أن مدينة سريبرينيك القديمة وقلعتها بنيت خلال الحكم الهنغاري في البوسنة، في حين تم بناء بعض الأجزاء، مثل المسجد فقد تم بناؤه خلال الفترة العثمانية.

## التركيبة السكانية

### تعداد 1971
كان المجموع الكلي للسكان 33,620 في عام 1971م وهم موزعون حسب النسب التالية:
- البوشناق - 24,628 (73,25%)
- الصرب - 5,489 (16,32%)
- الكروات - 3,256 (9,68%)
- اليوغوسلاف - 34 (0,10%)
- والبعض الآخر - 213 (0,65%)

### تعداد 1991
في إحصاء السكان عام 1991، بلغ تعداد البلدية 40,882 نسمة وهم موزعون حسب النسب التالية:
- 30,595 البوشناق (74.8%)،
- 5,326 الصرب (13.0%)،
- 2,761 الكروات (6.8 في المائة)،
- 2200 أخرى (5,4%).

### تعداد 2013
| بلدية    | الجنسية | الجنسية | الجنسية | الجنسية | الجنسية | الجنسية | المجموع |
| بلدية    | بوشناق  | %       | كروات   | %       | صرب     | %       | المجموع |
| -------- | ------- | ------- | ------- | ------- | ------- | ------- | ------- |
| سريبرنيك | 35,951  | 90.60   | 1,968   | 4.95    | 394     | 0.99    | 39,678  |

## الرياضة
لدى البلدية نادي لكرة القدم هو نادي غرادينا يلعب في الدوري الأول لاتحاد البوسنة والهرسك.

## وصلات خارجية
- الموقع الرسمي (باللغة البوسنية)